# 六師外道
六師外道或六師是古印度佛陀時代的諸沙門教派中，除佛教之外，在中印度一帶（恒河中流）勢力較大的六種思想派別。外道是佛教對自身以外的其他印度思想派別的稱呼，佛教自稱為內道，在佛教經典裡對佛教以外的見解有種種描述，合稱為「六十二見」。

## 簡介
古印度沙門思潮時期，婆羅門教的權威受到挑戰，內部亦逐步演化出數論、瑜伽、勝論及正理论四派。
在釋迦牟尼佛（佛陀）時代的印度，雖說主流社會信奉的仍是婆羅門教《吠陀經》，但在當時仍然有對吠陀學說批判的自由思想家，提倡否定吠陀權威的學說。在後世有較大影響的是佛教、耆那教與順世派（順世論）這三個主要沙門教派，相對於正統（āstika）的婆羅門教而言，他們被稱為非正統（nāstika）宗派。
佛教否定吠陀和奧義書的梵我論，認為耆那教主張無益的極端苦行，順世派主張放縱的享樂主義，自身的主張則為中道。其他印度思想派別，則稱佛教（Buddhaśāsana）為剎那論（Kṣaṇikavāda）、壞滅論者（Vaināśika）、善逝門徒（Saugata）。

## 學界評述
佛教記載的六師名號大體一致（拼寫略有差別），然而對於六師所持的觀點，來源不同的記載卻有差異。除尼乾陀若提子所持觀點，能由耆那教的經典確認是否正確之外，餘人所持的觀點是否記載正確則難以確認。
現代學界一般以南傳佛教《長部·沙門果經》的記載為主，下表中的思想概述為現代學者的解讀，六師中，尼乾陀若提子是耆那教祖師，阿耆多翅舍欽婆羅被認為是順世論先驅，富蘭那迦葉是無作論者（Akriyā），活命派宗師末伽梨拘舍梨子是命定論者（Niyati），刪闍夜毗羅胝子是不可知論者（Ajñana），迦羅鳩馱迦旃延是原子論者（Aṇu）。
| 六師             | 梵語轉寫                                                                   | 中心思想 |
| ---------------- | -------------------------------------------------------------------------- | --- |
| 刪闍夜毗羅胝子   | 梵：Sañjayī Vairaṭṭīputra或Saṃjayin Vairaṭīputra 巴：Sañjaya Belaṭṭhaputta | 矯亂論者，他是不知論（ajñana）祖師，以懷疑論方式回答問題，即不說：是這樣，是那樣，是其他的，不是，非不是。 |
| 末伽梨拘舍梨子   | 梵：Maskarī Gośālīputra 巴：Makkhali Gosāla                                | 活命派，裸形托鉢，持宿命論觀點，認為苦樂都是定數，愚者和智者，都經歷八萬四千大劫後而解脫。 |
| 富蘭那迦葉       | 梵：Pūraṇa Kāśyapa 巴：Pūraṇa Kassapa                                      | 無作論者，認為此世人所造作種種善、惡的業行不能帶來未來任何的果報，因而否定造作種種善事，不作功德、不求涅槃，被認為是道德虛無論者。                                                                                  |
| 阿耆多翅舍欽婆羅 | 梵：Ajita Keśakaṃbala 巴：Ajita Kesakambala                                | 斷滅論者，是順世論及後世的遮盧婆迦的祖師。他否定有至善趣、惡趣的業報，否定有現在世、過去世、未來世。世界的四大構成元素是地、水、火、風，人死亡之後，身體便逐漸敗壞為四大，終究消散無餘。                            |
| 迦羅鳩馱迦旃延   | 梵：Kakuda Kātyāyana 巴：Pakudha Kaccāyana                                 | 原子論（Aṇuvāda）者，提出七身說（地、水、火、風、苦、樂、命），此七身無人能造，亦不相妨，無有轉變，安住不動。以此七身的性質，說刀刃雖轉，而無有害命之事，刀只是從七身中間進入。                                     |
| 尼乾陀若提子     | 梵：Nirgrantha Jñātiputra 巴：Nigaṇṭha Ñāṭaputta                           | 非一邊論（anekāntavāda）者，一般將其認定為耆那教的開創者筏馱摩那，此人以盲人摸象為喻，進而發展為對事物的判斷採用七值邏輯。 此教派認可业力論，但与佛教教義有所不同。教导人们修苦行以摆脱旧的业力同时不增添新的业力。 |

## 註解
1. ↑  記載六師所持見解並附有其名號的文獻，大致有：（1）《根本說一切有部毘奈耶》卷13，同說法的還有《根本說一切有部毘奈耶破僧事》卷20、《根本說一切有部毘奈耶出家事》卷1，《破僧事》有梵語本。（2）《大毘婆沙論》卷200[7]。（3）《注維摩詰經》卷3，記載鳩摩羅什和僧肇的說法。（4）《長阿含經》卷17的《沙門果經》。（5）《長部》的《沙門果經》。（6）《寂志果經》。此外，還有《增壹阿含經》卷39的《馬血天子品·第七經》、《增壹阿含經》卷32的《力品·第十一經》、曇無讖譯本《大般涅槃經》卷19，以及慧遠的《維摩義記》和窺基的《說無垢稱經疏》[8]。其中，1、2、3相近，但仍有部份差別。4、5相近，但仍有部份差別。6接近1，但有一處同於5不同於1，一處和1、5都不同。《增壹阿含經》和《大般涅槃經》的記載，彼此不相似，和來源1到來源6也都有相當的差異，並且對於尼乾陀的觀點記載，和耆那教也不同。慧遠的《義記》，除了阿耆多，皆跟從《大般涅槃經》之說（其中，判經說「無有黑、白之業、業報」為空見/斷見，判經說「身有七法，非化非作，不可毀害」為常見，參見《大毘婆沙論》[7]）。窺基的《疏》，除了尼乾陀，皆跟從慧遠的《義記》。

另外，六師名號，梵語作Kakuda，巴利語作Pakudha，梵語作Gośālīputra，巴利語作Gosāla，按照梵語音寫、翻譯或音相近的文獻是1（腳俱陀、瞿舍利子）、2（Kakuda意譯作「犎」、瞿舍離子）、3（迦羅鳩馱、拘賖梨子）、涅槃經（迦羅鳩馱、拘舍離子），按照巴利語音寫或音相近的文獻是4（波浮陀、拘舍梨）、5（Pakudha、Gosāla）、6（波休、瞿耶婁）、增壹阿含經（波休、瞿耶樓）。
2. ↑  《長部》稱此回答為「矯亂」（梵 vikṣepa，巴 vikkhepa；《梵網經》稱不死矯亂（梵 amarāvikṣepa，巴 amarāvikkhepa，又譯「詭辯」），《長阿含經》稱「異論」，《寂志果經》稱「異術多事、言語無次」。《長部》和《長阿含經》說這是刪闍夜的主張。《寂志果經》說這是阿耆多的主張。《根有律》、《注維摩詰經》說這是迦羅鳩馱的主張。《婆沙論》沒有列這為任何一位六師之見，並說迦羅鳩馱的主張是「一切士夫所受皆是無因無緣……有外道見諸世間因果形相，非定相似，諸有營求或不果，遂便撥所受無因無緣」。
3. ↑  包含兩部份，前半部為「眾生罪垢、清淨，無因無緣」（前半部的文句已有提到「六生類」[15][16]，而六生類和後半部的文句有關聯[17]），後半部為「久逕生死彌歷劫數，然後自盡苦際……如轉縷丸於高山，縷盡自止」。《長部》稱此回答為「輪迴的清淨」（巴利語：saṁsārasuddhi，輪迴的清淨是指《婆沙論》的「十四億六萬六百生門……六勝生類……如擲縷丸縷盡便止……有情經八萬四千大劫上諸生處往來流轉，然後乃能作苦邊際」），《長阿含經》稱「無力」，梵本《破僧事》稱「無因」（ahetutā），《寂志果經》稱「問六以七答」。《長部》有兩部份文句，說這是末伽梨的主張。《根有律》和《寂志果經》只有前半部的文句，說這是末伽梨的主張（後半部文句在《根有律》和《寂志果經》只附屬在「七身」的段落之中，《根有律》說其「七身」段落是阿耆多的主張，《寂志果經》說其「七身」段落是迦羅鳩馱的主張）。《長阿含經》只有前半部的文句，說這是迦羅鳩馱的主張。《注維摩詰經》說前半部的「眾生罪垢、清淨，無因無緣」是末伽梨的主張，後半部的「久逕生死彌歷劫數，然後自盡苦際」是刪闍夜的主張。《婆沙論》說前半部的「眾生罪垢、清淨，無因無緣」是末伽梨的主張（後半部文句在《婆沙論》位於「七身」的段落之後，並說後半部文句是阿耆多的主張，「七身」只說是常見所攝）。
4. ↑  雖然《長部》說富蘭那的主張是作善事、惡事都不會有果報，《根有律》則說富蘭那否定善惡業的存在和死後化為四大壞滅（《婆沙論》只提到富蘭那否定善惡業的存在），然而《相應部22.60經》和《雜阿含81經》卻記載富蘭那主張「無因無緣眾生有垢，無因無緣眾生清淨」，在《長部》、《婆沙論》和《根有律》中，這是末伽梨的主張。其他地方如《增支部6.57經》[15]和《婆沙論》[16]又記載富蘭那施設「六生類」，末伽梨在最高等級。
5. ↑  《長部》和梵本《破僧事》稱此回答為「無作」（梵 akriya，巴 akiriya），《長阿含經》稱「無罪福報」，《寂志果經》稱「斷絕、無有罪福」。《長部》和《長阿含經》說這是富蘭那的主張。《根有律》、《婆沙論》和《寂志果經》說這是刪闍夜的主張。《注維摩詰經》無此論。
6. ↑  包含兩部份，前半部否定善惡業存在，後半部為死後化為四大壞滅。《長部》稱此回答為「斷滅」（梵、巴 uccheda），梵本《破僧事》稱「虛無」（梵 nāstitā），《寂志果經》稱「無、無罪福報應」，《長阿含經》稱否定善惡業存在的前半部份為「無」，死後化為四大壞滅的後半部份為「斷滅」。《長部》有兩部份文句，說這是阿耆多的主張。《根有律》、《寂志果經》有兩部份文句，說這是富蘭那的主張。《婆沙論》說前半是富蘭那的主張，後半部只說這是斷見所攝。《注維摩詰經》稱「一切法無所有，如虛空不生滅……謂一切法斷滅性空，無君臣父子忠孝之道也」，似乎只有指前半部份，並說這是富蘭那的主張。《長阿含經》說前半部份是末伽梨的主張，後半部份是阿耆多的主張。
7. ↑  包含兩部份，前半部為「七身」，後半部為「久逕生死彌歷劫數，然後自盡苦際……如轉縷丸於高山，縷盡自止」。《長部》稱此回答為「以他見地，自說他事；答非所問」（aññena añña），梵本《破僧事》稱「輪迴的清淨」（saṃsāraśuddhatā，輪迴的清淨是指《婆沙論》的「十四億六萬六百生門……六勝生類……如擲縷丸縷盡便止……有情經八萬四千大劫上諸生處往來流轉，然後乃能作苦邊際」），《寂志果經》稱「老病人」。《長部》和《寂志果經》說這是迦羅鳩馱的主張（《寂志果經》有兩部份文句，《長部》只有前半部的文句，然而《中部76經》包含了兩部份的文句）。《根有律》有兩部份文句，說這是阿耆多的主張。《婆沙論》說後半部是阿耆多的主張，前半部只說這是常見所攝。《注維摩詰經》無前半部，說後半部是刪闍夜的主張，並說阿耆多的主張是「非因計因，著麁麻衣及拔髮、煙熏鼻等，以諸苦行為道」。
8. ↑  對於尼乾陀的主張，《長部》列出「四禁戒」（cātuyāmasaṁvara），《長阿含經》列出「我是一切智、一切見人」（梵 sarvajña，巴 sabbaññū；梵 sarvadarśin，巴 sabbadassāvī），《根有律》、《寂志果經》、《注維摩詰經》、《婆沙論》列出「宿作因」（pūrvakṛtahetutā）。《根有律》說「諸人等見有所受苦樂之事，皆由先世所造業因，以苦行力能除宿業不造新業，決生死堤證無漏法諸業便盡，諸業盡故諸苦亦盡」，《注維摩詰經》則是說「罪福苦樂盡由前世，要當必償。今雖行道，不能中斷」。